# Premier ministre d'Australie-Occidentale

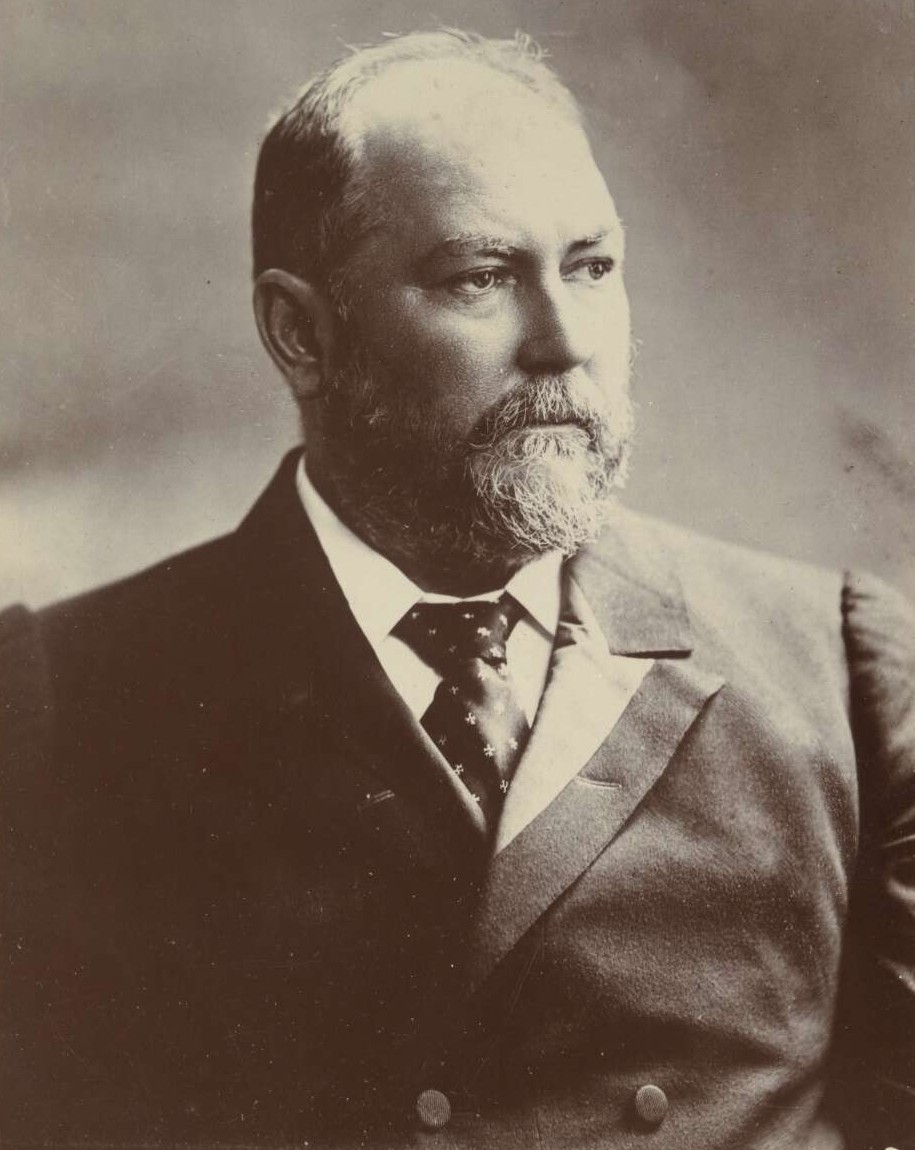
John Forrest, le premier Premier ministre d'Australie-Occidentale.

Le Premier ministre d'Australie-Occidentale (en anglais : Premier of Western Australia) est à la tête du pouvoir exécutif dans l’État australien d'Australie-Occidentale. Il ou elle joue les mêmes fonctions dans l'État que le Premier ministre d'Australie dans la fédération. L'actuel Premier ministre est Roger Cook depuis le 8 juin 2023.

## Histoire
Le poste de Premier ministre est créé en 1890 après que le Royaume-Uni a officiellement accepté la formation d'un gouvernement dans l'État en 1889. La constitution de l'État ne prévoyait pas le poste de Premier ministre explicitement et la fonction n'a été officialisée que lors de la nomination de Ross McLarty en 1947. Néanmoins, John Forrest avait pris le titre de Premier ministre en prenant ses fonctions en 1890 et cette tradition a toujours été respectée. 
John Forrest fut le seul Premier ministre à la tête d'une colonie indépendante. Après la création de la fédération australienne le 1er janvier 1901, l'Australie-Occidentale ne devint qu'un État parmi six et les responsabilités du Premier ministre diminuèrent.
La constitution de l'État n'empêche pas de choisir le Premier ministre dans la Chambre haute (the Western Australian Legislative Council). Mais, par convention, le Premier ministre est toujours membre de l'Assemblée, la Chambre basse. La seule exception à cette règle est le cas de Hal Colebatch, membre de la Chambre haute qui accepta le poste de Premier ministre en avril 1919 sous la condition qu'il devienne député et qui dut démissionner un mois plus tard faute de poste.
Pendant le boom économique des années 1980, le gouvernement d'Australie-Occidentale s'engagea dans un grand nombre de grands travaux. De nombreux accords furent passés entre le gouvernement et les milieux industriels et se soldèrent par de lourdes pertes pour l'État. Il s'ensuivit la nomination d'une commission d'enquête qui mit en évidence une corruption à grande échelle. Elle révéla que trois anciens Premiers ministres ne s'étaient pas comportés correctement et deux d'entre eux Ray O'Connor et Brian Burke furent condamnés à de la prison. Ce scandale est connu sous le nom de WA Inc.